# 馬吉·瑪蘇拉
馬吉·瑪蘇拉（阿拉伯语：‎，1990年4月30日—），突尼西亞男演員。2016年，他以《推銷員之戀》於第66屆柏林影展獲得最佳男演員銀熊獎。

## 外部連結
- 馬吉·瑪蘇拉在互联网电影资料库（IMDb）上的資料（英文）